# Station Podkowa Leśna Wschodnia
Station Podkowa Leśna Wschodnia is een spoorwegstation in de Poolse plaats Podkowa Leśna.